# 条叶舌唇兰
条叶舌唇兰（学名：Platanthera leptocaulon）为兰科舌唇兰属下的一个种。

## 扩展阅读
維基物種上的相關：条叶舌唇兰